# 通り雨 (アルフィーの曲)
『通り雨』（とおりあめ）は1981年10月21日に発売されたAlfee11枚目のシングル。

## 概要
8枚目「美しいシーズン」以来、外部作詞家が担当。4作振りに桜井賢がリード・ヴォーカルを務めた。
カップリング曲「言葉にしたくない天気」の作詞は秋元康。彼の作詞デビュー作である。そして坂崎と高見沢の共作曲となっている。
本作はアルバム『ALMIGHTY ALFEE』と同時発売であったが本作含め4作連続でオリジナルアルバム未収録。
本作でNHK総合『レッツゴーヤング』初出演（1982年1月31日放送）。番組内では坂崎幸之助が司会の太川陽介とトークする場面で坂崎は「私はDJのベテラン、略して“Dベテ”」と言っていた。その後同局の『土曜スタジオパーク』に3人がゲスト出演した際（2017年9月23日放送）、当時の歌唱映像が流れた。

## 収録曲
1. 通り雨　（作詞：有川正沙子、作曲：高見沢俊彦、編曲：井上鑑）
2. 言葉にしたくない天気　（作詞：秋元康、作曲：坂崎幸之助・高見沢俊彦、編曲：井上鑑）

## リリース履歴
| 規格 | 発売日         | レーベル       | 品番      | 備考                                  |
| ---- | -------------- | -------------- | --------- | ------------------------------------- |
| EP   | 1981年10月21日 | CANYON RECORDS | 7A 0117   | A面：通り雨 B面：言葉にしたくない天気 |
| CD   | 1988年6月21日  | PONY CANYON    | S10A 0119 |                                       |

## 収録作品
- アルフィーが選ぶマイベスト20（#1）
- BEST HIT アルフィー全曲集（#1）
- ALFEE A面 コレクション（CTのみ）（#1）
- ALFEE B面 コレクション（CTのみ）（#2）
- ALFEE ベスト20（#1）
- アルフィーA面コレクション スペシャル（#1）
- アルフィーB面コレクション スペシャル（#2）
- THE ALFEE SINGLE HISTORY VOL.I 1979-1982（#1,2）
- THE ALFEE 單曲全集一（#1）